# 蘭戈倫
蘭戈倫（英語：Llangollen）是位於英國威爾斯東北部登比郡的一座小鎮。據2011年英國人口普查，蘭戈倫有人口3,658人。當地的經濟以觀光業和農業為主。

## 外部連結
- 中的“蘭戈倫”
- BBC Llangollen（页面存档备份，存于）
- www.geograph.co.uk : photos of Llangollen and surrounding area （页面存档备份，存于）